# Mariusz Walkowiak
Mariusz Walkowiak (ur. 17 sierpnia 1970 w Poznaniu) – polski kajakarz – kanadyjkarz, olimpijczyk z Barcelony 1992, zawodnik Posnanii.
Na igrzyskach w Barcelonie wystartował w konkurencji C-1 na dystansie 500 metrów gdzie odpadł w półfinale oraz w  C-2 na dystansie 1000 metrów (partnerem był Dariusz Koszykowski). Polska osada odpadła w półfinale.